# Данилочкин, Юрий Миланович
Ю́рий Мила́нович Дани́лочкин (род. 22 февраля 1991 года, Ленинград, СССР) — белорусский горнолыжник, участник зимних Олимпийских игр 2014 и 2018 годов.

## Спортивная биография
Заниматься горными лыжами начал с трёх лет. Его тренером стала его мать — Наталья Данилочкина, которая в своё время участвовала в соревнованиях по горным лыжам в составе сборной СССР. Первоначально Данилочкин выступал за сборную России, но не попав на зимние Олимпийские игры 2010 года в Ванкувере, а также после отказа о смене своего личного тренера, принял решение принять белорусское гражданство. Летом 2010 года процесс смены завершился и уже спустя несколько месяцев Данилочкин стал выступать за национальную сборную Беларуси. На молодёжном уровне наивысшим достижением Данилочкина стало завоёванное дважды 13-е место на юниорских чемпионатах мира 2010 и 2011 годов. В феврале 2011 года Данилочкин впервые выступил на чемпионате мира. На мировом первенстве занял 20-е место. Спустя два года на следующем мировом первенстве занял 19 место. В 2013 году Данилочкин принял участие в зимней Универсиаде. В скоростном спуске показал 7-е время. Свои единственные очки в рамках Кубка мира Данилочкин набрал в феврале 2012 года на этапе мирового Кубка в Сочи, где в суперкомбинации он показал 25-й результат.
В 2014 году Данилочкин дебютировал на зимних Олимпийских играх. В Сочи выступил во всех пяти дисциплинах. В скоростном спуске финишировал 31-м, отстав от победителя австрийца Маттиаса Майера чуть более, чем на 4 секунды. В суперкомбинации Данилочкин не смог завершить первый вид программы, вылетев с трассы. Также ему не удалось завершить соревнования в слаломе и гигантском слаломе. В супергиганте Данилочкин стал 37-м.
В 2018 году принял участие на зимних Олимпийских играх в Пхёнчхане также во всех пяти дисциплинах.
С 2019 года работает тренером по горнолыжному спорту в Минске.

## Результаты

### Олимпийские игры
| Олимпийские игры | Скоростной спуск | Супергигант | Гигантский слалом | Слалом | Комбинация |
| ---------------- | ---------------- | ----------- | ----------------- | ------ | ---------- |
| 2014 Сочи        | 31               | 37          | DNF               | DNF    | DNF        |
| 2018 Пхёнчхан    | 44               | 42          | 54                | 33     | 34         |

### Чемпионат мира
| Чемпионат мира           | Скоростной спуск | Супергигант | Гигантский слалом | Слалом | Комбинация |
| ------------------------ | ---------------- | ----------- | ----------------- | ------ | ---------- |
| 2011 Гармиш-Партенкирхен | DNF              | 53          | 43                | 38     | 19         |
| 2013 Шладминг            | 40               | 34          | 51                | DNF    | 20         |